# Dialetto svedese di Finlandia
Il dialetto svedese di Finlandia (in svedese finlandssvenska, in finlandese suomenruotsi) è il termine utilizzato per indicare quell'insieme di dialetti della lingua svedese parlato in Finlandia dagli svedesi di Finlandia come madrelingua.  
La maggior parte questi dialetti della Finlandia e quelli della Svezia sono mutuamente intelligibili, sebbene alcuni dialetti dell'Ostrobotnia non siano comprensibili ai finlandesi di madrelingua svedese del sud della Finlandia e agli svedesi stessi.
Lo svedese di Finlandia è regolato dal dipartimento di svedese dell'Istituto di ricerca delle lingue di Finlandia ed è lingua ufficiale parlata da circa il 5,6% della popolazione totale del paese, percentuale che arriva fino al 93% nelle Isole Åland. Lo status di lingua ufficiale è garantito dalla carta costituzionale e la minoranza svedese è politicamente rappresentata dal Partito Popolare Svedese (Svenska Folkpartiet).

## Caratteristiche
Con l'eccezione dei dialetti parlati nell'Ostrobotnia, lo svedese di Finlandia non si distanzia molto da quello parlato in Svezia. La fonologia è praticamente identica, sebbene si possano riscontrare particolari caratteristiche nella pronuncia delle vocali, l'intonazione è molto simile a quello presente nei dialetti del nord della Svezia, mentre la prosodia è più simile allo svedese parlato nel sud della Svezia, assomigliando di più al danese o al norvegese.
Il fonema /ʉ/ è più centralizzato e pronunciato [ʉ], come il suono [ʉ] della parola inglese moon nell'Inglese americano.
L'accento tonico, che caratterizza alcune parole nella maggior parte dei dialetti svedesi e norvegesi, non è presente nello svedese di Finlandia.